# 果姆雪尔
果姆雪尔（英語：Gomshall）是英国英格兰萨里郡吉尔福德的一个村庄。位于吉尔福德与多尔金之间，A25公路上。2001年英国人口普查中，该村庄有3,359人口。相邻的村庄为阿宾杰悍马和奥尔伯里以及萨顿阿宾杰。村庄之间有一条被称为泰林伯尼的河流（英語：River Tillingbourne）。

## 历史

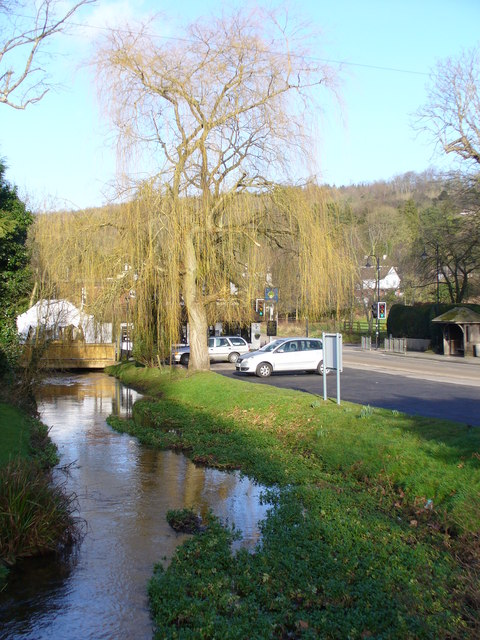
泰林伯尼河

果姆雪尔最早的起源中是撒克逊封建土地制的果姆塞乐庄园（英語：The Manor of Gumesele）出现，大小大约即为现在果姆雪尔的大小。村庄第一次出现在文献记载中是作为末日审判书（相当于土地勘察记录册）中的果姆萨乐，它大约有面积3英亩（约12,000平方米）的草甸、林场以及20个犁、一座磨坊、30头猪。这些总共价值£30。
1154年，英格兰国王亨利二世将果姆塞乐庄园划分为三个区域：东果姆雪尔、西果姆雪尔与萨默斯布里（英語：West Gomshall, East Gomshall and Somersbury）。
从1380年的人頭稅记录中，果姆雪尔共有267人。名字旁边的记录中显示，居住者大多数从事工艺品制造业与纺织业，如：工匠、纺纱者、漂白者与裁缝等。与此同时，果姆雪尔庄园搬移至接近南安普顿的纳特雷尔修道院附近。
果姆雪尔地方工业在泰林伯尼河的丰富恒压供水下得到了重复发展，巩固了良好的地方工业基础。不过现今，果姆雪尔的工业全部消失，却而代之的则是玉米、豆瓣等种植业。以村庄命名的果姆雪尔磨（英語：Gomshall Mill）是一座玉米磨坊，拥有奈特雷尔磨（英語：Netley Mill）的赫特伍德抽水公司（英語：Hurtwood Water Company）也是它的一部分。

## 交通
村庄中有一座火车站果姆雪尔站，此站是雷丁站和雷德希尔站之间运行的北唐斯线上的一站，所有列车由第一大西部铁路运营。